# Namiętność

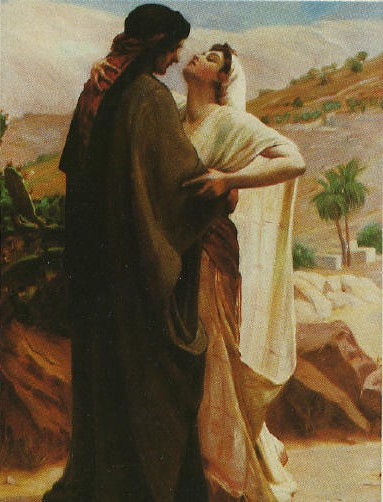
Frederick Goodall - Namiętne spotkanie

Namiętność – stan silnego odczuwania emocji, bądź uczucie skierowane wobec danej pasji, zainteresowania. Zachodzi wówczas, gdy dyspozycja do pragnień staje się tłem afektów, które człowieka opanowują wbrew głosowi rozsądku.
Pojęcie namiętności w języku polskim najczęściej odnosi się do seksualności i zmysłowości. Wiąże się je ze stanem odczuwania silnego i nieodpartego uczucia do drugiej osoby, które powoduje utratę kontroli intelektualnej nad zachowaniem.